# ليونارد ويلكينسون
ليونارد ويلكينسون (بالإنجليزية: Leonard Wilkinson)‏ (15 أكتوبر 1868 في المملكة المتحدة - ) هو لاعب كرة قدم بريطاني (وحمل سابقاً جنسية المملكة المتحدة لبريطانيا العظمى وأيرلندا) في مركز حراسة المرمى. شارك مع منتخب إنجلترا لكرة القدم. أما مع النوادي، فقد لعب مع Oxford University A.F.C. ‏.

## وصلات خارجية
- ليونارد ويلكينسون على موقع قاعدة بيانات كرة القدم.إي يو (الإنجليزية)
- ليونارد ويلكينسون على موقع ناشيونال فوتبول تيمز (الإنجليزية)